# エン女医あきら先生
『エン女医あきら先生』（エンじょいあきらせんせい）は、水城まさひとによる日本の4コマ漫画作品。

## 概要
水城まさひとの代表作。芳文社の雑誌『まんがタイムジャンボ』（月刊）で1995年1月号（実売前年12月）から2008年3月号（実売同年2月）まで、また『まんがタイムスペシャル』（月刊）で2000年5月号（実売同年3月）から2008年2月号（実売前年12月）まで連載された。2008年10月までは、『まんがタイムジャンボ』において、『～フォーエバー』として傑作とされるエピソードがリメイクの上で掲載されていた。
なお、作品名の「エン女医」とは「enjoy」の当て字であり、単行本の表紙などには英語題として「Let's enjoy Akira Doctor」と記されている。
執筆にあたっては、作者本人が入院や通院していたときのエピソードや文献を基にして描かれているが、専門用語が多いため、一般読者にもわかりやすい言葉で書かれている専門書を探すのに苦労したそうである。そのため、わかりやすい資料はないかと作者が世話になっていた医師に相談したところ、「看護婦さん向けの本ならわかりやすい」とのアドバイスを受けて入手したところ、病気の治療やケア、検査の種類、専門用語の解説などがわかりやすく書かれていたので、大変役立ったと述解している（第3巻巻末「最後に・・・」より）。
2006年6月にドラマCDが発売された。

## あらすじ
日向旻（あきら）は悠明病院に勤める外科の女医。いつも元気でドジもするが、同じ病院に勤める看護師の海尋や、後輩の医者の野呂歩たちとともに、患者のことを第一に考えて一生懸命に働いている。そんなあきら先生に、野呂はひそかに想いを寄せる。2人の距離が片想いから始まって少しずつ近づいていく様子、やがて付き合い始めてから少しずつ関係を深めていく様子や、その周りで拡がっていく様々な人間関係などが、詳しい取材に基づく医療現場の様子とともに描かれる。
話数解説：以下の記述において、年表などに記載の話数は便宜的に付したものである（作中には記されていない）。また、単行本掲載順を典拠とし、単行本の末尾に記されている初出一覧と実際の収録話数とが計算上一致しなくても、欠番を設けず連続した番号を付した（これは掲載誌『まんがタイムジャンボ』が一時期隔月発売だったのも関係している模様）。

## 主な登場人物

### 中心となる2名
日向旻（ひなた あきら）
第1話から登場。本作品の主人公。外科医。29歳。11月8日生まれ。作中では通常、平仮名で「あきら」と表記される（本項でも以下これに倣う）。悠明病院に勤務（～129話）を経て、実家の日向医院を手伝っている（130話～）。悠明病院における開放型病院（オープンシステム）の登録医。
いわゆる“ドジっ娘”で、病院内でも走っていて転倒したり器具を壊したりということが多く、寝坊での遅刻も多い。たまに運動すれば筋肉痛で再起困難になったりもする。整理下手でもある。運転免許は教習所の教官を車酔いさせてしまい取れなかった。都合の悪いことは忘れてしまう記憶力を持ち、夏休みも高確率で取り忘れる。恋愛に限らず多方面について鈍感で、風邪を引いても自分で気付かないことも。しかしそれらは、仕事に対して一生懸命である故のことである（頼りないくらいの方が親しまれる、という著者の目論見により、このような設定になった）。また医師としての能力は、接眼式内視鏡を使用するクリップ止血を短時間で行える他、歩が「ああいう時（治療に携わっている時）の先生を見ていると普段の姿が信じられない」と発言（第4巻12頁左側3コマ目）していることなどから腕自体は悪くはないようである。悠明病院勤務時代は妹のみひろと同居していた。
第128話から、歩と付き合い始めるも、なかなか関係は進展しなかった。しかし226話で歩に結婚を申し込み（184話で歩から結婚を申し込まれたときは「プロポーズは私から」ということで断った）、最終話の229話で結婚した。水城の次作『あつむトイタウン』の最終話に歩と一緒に登場し、あきほ（『あつむトイタウン』2巻の106頁左側1コマ目）と言う女の子を授かっていることが判明している。
高校時代に、「ブラックJ」（架空の漫画作品）の影響を受け、医者を志す（ただし、同級生には父親が夜間でも必死に急患を治療する姿を見て、医師になろうと思った、と話している）。
子供が大好きだが、“病院で聞く子供の声って切なくて”との気持ちがあったため、小児科医にはならなかった（第44話、第2巻110頁左4コマ目の発言より）。
診察時に白衣の下に着ている服は、基本的に黒色だが、これは流匠先生の影響。
大学時代に2年留年しているので、第1話時点では研修が終わってまだ間もない状態だった。
料理は苦手で、食事は基本的にレトルト食品やコンビニ弁当などで済ませている（みひろも同様）。隣家のユミちゃんが時々差し入れしてくれるのが唯一の頼みの綱。
音痴（第3巻後書き、126頁）であるが、本人は全く自覚がない。
花粉症。
野呂→日向歩（のろ→ひなた あゆむ）
第1話から登場。当初はあきらを指導医に持つ研修医だったが、研修終了後に即日外科入りを決めて後輩となる。26歳。身長はあきらより5mm低い。
いわゆる“ピュアな性格”で、登場した当初は女性の胸の診察でも顔を赤らめてしまうほどであった。あきらに片想いしていたが、この性格ゆえになかなか告白できなかった。
第128話であきらに告白し、付き合い始める。184話であきらに結婚を申し込むが、あきらが「先に『好きだ』と言ったのは歩君、だからプロポーズは私から」と主張したため、この時はかなわず最終話の229話で晴れて結婚した。なお、婿入りであるため、名字は「野呂」から「日向」になった（228話）。水城の次作『あつむトイタウン』の最終話にあきらと娘のあきほと共に登場している。
優しい顔立ちで、メガネを掛けていないと女性に間違えられてしまう。
機械類に強い。実家はプラスチック成型工場で、子供の頃から、機械の仕組みを知ろうと分解して遊ぶ習慣があった（それが嵩じて外科医になったのかどうかは不明）。
三人姉弟の末っ子。姉たちの尻に敷かれて育ってきた。　
鼻血の出やすい体質。

### あきらの家族・友人・恩師
日向→原海尋（ひなた→はら みひろ）
第1話から登場。あきらの妹で、悠明病院に勤める看護婦（看護師）。22歳。作中では通常、平仮名で「みひろ」と表記される（本項でも以下これに倣う）。
しっかりした性格のように見えて実はのんきかつ天然ボケな面も（姉を反面教師にしていたらしい）。母親の光恵いわく、「根はのんきな甘ったれ」である。
世話好き。頼りがいのあまり無い姉の世話をしているうちに、済し崩し的に看護婦への道を歩む。ドジすることが多く頼りないあきらをサポートし、説教することが多い。
“頼りになるお兄さんタイプ”が好みで、その通りに第118話から原と付き合うようになり、後に結婚する（210話時点）。なお結婚後も看護師の仕事は続けており、あきらと同居していたマンションに原と二人で生活している。
日向映介（ひなた えいすけ）
第22話から登場（はっきり顔が見えるのは次に登場した28話から）。あきら・みひろの父親。「日向医院」を経営する開業医。58歳～第34話で59歳。
「触診・聴診・打診、異状がなくてもきちんと見とけ」「なんでもない状態把握しとけば異状があったとき見つけやすい」がモットーの医師である、あきら・みさきに対する口癖。ドジッ娘のあきらに対しては、何かにつけて説教することが多く、あまり良く言わないが、本人いわく「（周りの人が）よってたかって甘やかすから、オレが説教役をやるしかなかった」とのことである（第125話、第7巻77頁）。
洋画が好きだが吹き替え派。声優やシナリオにこだわるタイプ。
日向光枝（ひなた みつえ）
第22話から登場（はっきり顔が見えるのは次に登場した28話から）。あきら・みひろの母親。看護師。日向医院では受付にいることが多く、楽だとの理由で看護師のユニフォームでなく白衣を着用している。
沢咲みさき（さわさき みさき）
第27話から登場。あきらの従姉。医師。既婚。なお夫（未登場）とは、学生時代からのつきあいである（第30話、第2巻31頁）。
専業主婦をしていたが、第28話から日向医院を手伝うようになる。医師としてのあきらに対しては「仕事自体はすてたものじゃない」と一定の評価をしているようである（114話における発言より、第6巻30頁右）。
沢咲悟（さわさき さとし）
第27話から登場。みさきの息子（あきらの従甥〈じゅうせい〉）。小学6年生～第41話で中学1年生。
ユミに好かれているが、まんざらでもない様子。同級生などにもモテているが、周りの女子を妹扱いするなど、指摘されるまで自覚はなかった。
成人後は医療関係へ進み、トリンパスメディカルに就職、響の後輩となる。
沢咲ミカ（さわさき ミカ）
第27話から登場。みさきの娘で、悟の妹。まだ幼児。
流匠紀子（りゅうしょう のりこ）
第40話から登場。あきらの研修医時代の指導医。現在はA市にある別の病院に勤務。30代くらい。
基本的に黒色の服しか着ない（あきらの服装にも影響を与えた）。「ブラックJ」（架空の漫画作品）の影響。ドジッ娘のあきらに対しては厳しい態度で指導していた（研修中は流匠によくひっぱたかれていたらしく、後に再開したとき、あきらは条件反射でみひろの後ろに隠れていた。第3巻12頁右4コマ目）が、患者に対する姿勢や親しみやすさについては評価しており、あきらを自身が勤めている病院にスカウトしようとしたことが何回かあった（第86話、第119話など）。
登場時はクールな印象であったが、回数を重ねるにつれ思わぬ親しみやすい性格になってきた（あきらの影響?）。
バレンタインにはプレゼントを多数もらうらしい（第5巻53頁左4コマ目）。
北沢エミ子（きたざわ エミこ）
第30話から登場。あきらの研修医時代の同期の友人。医療雑誌「ホスピシティ」編集部勤務。27歳（推定）。
第131話で、人員不足に悩む悠明病院に医師として復帰。
あきらの発言によれば、研修は“横柄で底意地悪くて患者に嫌われて追い出された”らしい。ただし、医師復帰後は患者に対しては親身に接するようにしているため、患者からの評判は悪くない。編集者時代は温泉旅行などをエサに、あきらに自身の仕事の一部を手伝わせたりしていたが、医者としてのあきらに対しては、患者への対応などで敵わない部分があり、内心うらやましく思っていた部分も多かったようである（219話における歩やエミ子の発言より、第11巻48頁～49頁）。
イチャイチャしてるだけで進展しない歩とあきらの姿に苛立って、歩の彼女に立候補表明した（第186～187話）。その後、いったんは矛を収めるものの（192話）、酔っていたあきらの余計な一言をきっかけに再びライバル宣言を表明、208話で歩に告白するが、断られた。
あきらに見立てて八つ当たりするためにアホロートルのぬいぐるみを買ったが妙に可愛かったため「アキ・ラートル」と名付けて愛でている。
原新一（はら しんいち）
第30話から登場。あきらの研修医時代の同期の友人。27歳（推定）。
研修は脱落してしまい、現在は父親の会社「原クリンタオル」に勤務。
第100話で介護用タオル納入のため再登場し、みひろのことを好きになり、第118話から付き合うようになる（後に結婚〈210話時点〉）。
鮎沢香織（あゆさわ かおり）
第91話から登場。あきらの高校時代の友人。既婚。29歳。
叶のぞみ（かのう のぞみ）
第91話から登場。あきらの高校時代の友人。占い師。著者の他作品『スランプ占いのぞみさん』の主人公。29歳。
占いよりも手品が得意。
薄氷進（うすらい すすむ）
第94話にて初登場。その後174話より頻繁に登場する。あきらの高校時代の同級生。私立探偵。ヘビースモーカーだが喫煙を嫌うエミ子の気を引くために現在は禁煙中。205話においてエミ子に自身の気持ちを打ち明けるが、あっさりと断られた。しかし、最終話においては、エミ子の方から改めて交際のお誘いがあった事から、まんざらでも無いようである（11巻106頁右）。
平塚真（ひらつか まこと）
第94話にて初登場。その後174話より頻繁に登場する。あきらの高校時代の同級生。高校の世界史教師。既婚。172話時点において、バス事故に巻き込まれ悠明病院に入院していた。
香坂ユミ（こうさか ユミ）
第18話から登場。あきら・みひろの隣家の住人。小学生。母親は29歳（あきらと同い年）。
料理が得意で、料理下手な隣人のためによく差し入れを持っていったり、代わりに料理（ビーフシチューが定番）を作ってあげたりしている。
悟に想いをよせている。

### 歩の家族・友人
野呂敏也
歩の父親。54話で声のみ登場（姿が明らかになるのは223話）。プラスチック成型工場経営者。理由は不明であるが「歩」の字が好きで、長男である歩を含めた子供達全員に「歩」の字を使った名前をつけた（長女・歩野香、次女・歩多留、長男・歩）。
野呂咲子
歩の母親。223話で初登場。同話で初めて会ったあきらのことを気に入り「仕事熱心ですてきな方」と誤解してしまった。
野呂歩野香（のろ ほのか）
第39話（名前が明らかになるのは54話）から登場。歩の長姉。既婚（婿養子なので苗字は変わっていない）。実家のプラスチック成型工場を継ぐ。
第54話で男児を出産。名前は多翔（たける）。
野呂歩多留（のろ ほたる）
第39話（歩野香と同様に名前が明らかになるのは54話）から登場。歩の次姉。実家のプラスチック成型工場勤務。ほたる曰く、自分が一番歩を泣かしたとのこと（180話、第9巻16頁右3コマ目の発言より）。
鳴海響（なるみ ひびき）
第77話から登場（第69話でも歩の中学時代の回想にて登場）。歩の中学時代の同級生。26歳。トリンパスメディカル製薬部勤務。既婚で、現在の苗字は鈴緒（すずお）。夫（鈴緒結司〈すずお ゆうじ〉）は同じ会社の検査ラボに勤める。
中学生当時は、歩のことが好きだったが、歩本人がそのことに気づかなかったため、何も進展しないままで終わった。
僅か1枚の写真から、歩のあきらへの好意を見抜く。
口より手が先に出る性格である（そのため、歩は彼女に打たれることが多かった）。
海景潮（みかげ うしお）
第124話から登場（第99話でもVTR内でのみ登場）。歩の高校時代の後輩で、元彼女。流匠の下で働く研修医。25歳。
展開上、あきらに自分の気持ちを再確認させ、更に歩に両思いであることを指摘する、という重要な役割を果たす。

### 悠明病院関係
三沢桃子（みさわ ももこ）
第4話から登場。悠明病院に勤める看護師。21歳。
第5話で突然美容師を志し病院を辞めてしまうが、翌第6話で再び戻ってきた。散髪は上手い。
初登場直後から、患者の中からいい男を物色していて空振りばかりだったが、最近になって彼氏（元入院患者の西沢広樹。特撮をプロデュースしているプロダクションに勤めており、マスク・ヒーロー・シリーズの怪人キャラクターデザインを担当）ができて充実している。
静宮文子（しずみや ふみこ）
第6話から登場。通称：フーちゃん。悠明病院に勤める看護師。22歳。
性格は“最もふつう”。力持ちで、次期師長と目されている。
第27話で入院患者と付き合い始め、現在に至るまで続いている。その彼とは後に婚約したが、あきらと野呂の告白合戦や彼氏の勤め先が倒産（みひろに対して婚約したことを明らかにした時点では再就職している）したなどの理由で発表が遅れた（第10巻86頁）。
基本的には“ニコ目”で描かれているが、驚いた時や、少し真面目な話をしている時などに眼が見開かれる。
瓦木昌子（かわらぎ まさこ）
第4話から登場。悠明病院に勤める婦長（看護師長）。39歳。
林檎を手で握り潰したり、ひん曲がった金属の器具を素手で直したりできるほどの怪力。飲料の自動販売機も片手で倒せる。モデルは作者本人が在学していた工業高校の金属加工の授業において鉄板を金槌で曲げている女性教師である（第1巻巻末「エン女医あきら先生番外編 エンジョイまさひと先生」より）。
暴れる患者をおとなしくさせるため、「500円硬貨を親指と人差し指で曲げ、それを元通りに戻す」という技を披露。ただし「曲げた硬貨を元に戻す方は」トリックだったと後に自白。
霧原作三（きりはら さくぞう）
第1話から登場。悠明病院外科部長。48歳。
“メスの魔術師”の異名を持つ（メスを使ったナイフ投げなどの宴会芸が得意なため）。
変なのは性格だけで、腕は良い。
山﨑（やまざき）
第17話から登場。悠明病院で研修医として勤めたのち、第23話で実家の医院を手伝うことになり退職。
あきらに負けず劣らずの“ドジっ娘”である。第24話以降は登場せず。
重持豊（しげもち ゆたか）
第60話から登場。悠明病院に勤める医師。通称：シゲ先生。妻帯者、奥さんもあきら先生に似たのかドジで、しょっちゅう（食器を）割ってくれるとのことである（82話）。
エミ子の研修医時代の指導医だった。
神南博（かんなみ ひろし）
第60話から登場。悠明病院に勤める医師。
原の研修医時代の指導医だった。
長谷部守（はせべ まもる）
悠明病院事務局長。病院を陰で支える苦労人。後にアカネと結婚。
雲野アカネ（うんの アカネ）
悠明病院事務員。看板娘。後に長谷部と結婚。
岩瀬サトミ（いわせ サトミ）
悠明病院事務員。150話に登場。地域連携室（登録医本来の問い合わせ窓口。あきらは医局に問い合わせを入れていたりしている）勤務。プラズマディスプレイ好き。

### 常連の患者
金山ひろし（かなやま ひろし）
第2話から登場。暴飲暴食で胃を壊し、胃潰瘍で入院していた。その後も月1回通院している。第209話にて帯状疱疹で再び入院する。
楽観的な性格。
軽部
第2話から登場。ストレスで胃を壊し、胃炎で入院していた。その後も通院している。
金山とは正反対の、悲観的な性格。
坂月酉子（さかづき ゆうこ）
第6話から登場。高校生。
兄は警官、伯父は弁護士。
長谷川直和（はせがわ　なおかず）
通称「御隠居さん」。第35話から登場。日向医院の常連だったが、あきらに診てもらうために悠明病院の常連となった。83歳。あきらが日向医院に戻ってからは、ふたたび日向医院の常連になった。
高血圧だが酒好き。そのため、あきらからはしばしば注意されることが多い。
三谷
日向医院の常連。往診を受けることが多い。
佐々木
第147話から登場。畳屋を営んでいる。日向医院の常連。食欲はなくても酒を飲めるらしい。
橋口巧（功と表記されている回もあり）（はしぐち こう）
第149話から登場。小学生。マスク・ヒーロー・ソードのファン。映介よりあきらに懐いている。

### 日向医院のご近所
ご隠居の奥さん
第68話（第3巻121頁）で初登場。あきらが子供の時、遊びに来た際はホットケーキを焼いてもてなしたそうである。
仁さん
第71話（第4巻17頁）で初登場。元酒屋で現在は居酒屋を営んでいる。映助とあきらもこの店の常連。あきらが店に来ると常連客が何かと健康に関する相談をする事が多く、あきらに頼まれて客の健康状態に応じたメニュー作りをしている（223話、第11巻70頁）。

### その他
鳴美鐘（なるみ あつむ）
第205話（第10巻82頁）に通行人として登場。次作『あつむトイタウン』の主人公で、同作中において鳴美響の妹と判明する。

### マスク・ヒーロー・シリーズ
作内に思い出したように登場しては物語に絡んでくる劇中劇のシリーズ。男児および親世代に圧倒的な人気を持つ特撮ドラマシリーズ。登場する役者はイケメン&美女揃い。
モデルは平成仮面ライダーシリーズで、作者の水城自身がそうした他社作品におけるヒーローの模写などを趣味で行っていたことから、それが高じて登場したキャラクター群。
劇中に登場したのは、以下のシリーズ。本作終了後においては著者の別作品である『あつむトイタウン』にも登場し、着実にシリーズ作数を重ねている描写がある。そのため666以前、天王以降のシリーズについては、あつむトイタウン#マスク・ヒーロー・シリーズを参照。
マスク・ヒーロー 666（マスク・ヒーロー サイス）
モチーフは『仮面ライダー555』。
新一が歩に渡した、映画のチケットの上演映画。
『あきら先生』では読み仮名が振られておらず、『あつむトイタウン』にて初めて「サイス」と読むと記された。
マスク・ヒーロー ソード
巧がファンの作品。トランプのスートをモチーフとするマスク・ヒーロー。
巧は主人公・ソードのファンだが、ソードがスペードをモチーフとするヒーローであり、さらに巧がトランプ占いの本でスペードが「不幸・災い」を意味することを知ってしまう。これに呼応するように巧が入院してしまうため、あきらは巧の不安を和らげるために奔走することになる。
この番組に登場する他のマスク・ヒーローとしてダイヤをモチーフとするグリッター、ハートをモチーフとするジェントル、クラブをモチーフとするスパイク、などが存在している。なお「マスク・ヒーロー グリッター」に変身するのは女性であり、実は新一はグリッター役の女優を少しチェックしていた。
実は桃子もハマっていたことが（劇中の）ソード最終回の回で判明。当初は役者にハマっていたのかと思われていたが、実は登場スタッフロールの中に自分が一目ぼれした、元入院患者の名前があったため。その人物は、実は製作プロのキャラクターデザイナーで、後にみひろと新一の助力により再開し、恋人同士になる。
元々のモチーフは『仮面ライダー剣』。
マスク・ヒーロー 蛮打（マスク・ヒーロー バンダー）
モチーフは『仮面ライダー響鬼』。
ストーリーがクライマックスに向かっている間、デートがなかなかできないと、桃子が新一に「同病相哀れむ」形で報告している。
マスク・ヒーロー スパーク
ヒーローショーに行けずに駄々をこね、エミ子に叱られて完全にヘソを曲げてしまった子供の機嫌をとりなすため、桃子の彼氏からスパークの着ぐるみを少しだけ借り受けることになる。着ぐるみを着たのは歩。
元々のモチーフは『仮面ライダーカブト』と『仮面ライダーストロンガー』。
マスク・ヒーロー 天王（マスク・ヒーロー てんおう）
航空機をモチーフとするマスク・ヒーローで『あきら先生』では最後に登場したシリーズ。
ベルトのプロペラ・ダイナモでエネルギーを得て、パスポートで変身する。主人公が最初に変身するフォームは滑走路がモチーフ。航空機型のパーツを装着することで各バトルフォームに再変身。また、事件現場への移動シートはファーストクラス。
メインのバトルフォームでの決め台詞は「オレ、推参!!」（ただし劇中のトビラでは歩の母親に決め台詞を取られている）。
元々のモチーフは『仮面ライダー電王』。

## 年表形式でみる 本作品のストーリー展開
| 話数            | 新たな登場人物                     | あきらと歩の距離やその変化 | その他の特筆すべき出来事 |
| --------------- | ---------------------------------- | --- | --- |
| 第1話           | 日向旻、日向海尋、野呂歩、霧原作三 | | |
| 第2話           | 金山ひろし                         | あきら、バレンタインデーに、ビタミン剤に擬したマーブルチョコを歩に贈るが、糖衣錠と勘違いされ、チョコであるとは気付かれず。 | |
| 第4話           | 瓦木昌子、三沢桃子                 | | |
| 第5話           |                                    | 歩が過労(?)で倒れた際に、みひろ「お姉ちゃんの診察長いから、その分野呂先生の負担が増えてんじゃない」歩「それだけていねいに診てるんですよね」（※後に第126話で、あきらがこの時から歩のことを意識し始めたことが示される）。       | |
| 第6話           | 静宮文子、坂月酉子                 | | |
| 第13話          |                                    | あきら、現在（「医者になってから」）彼氏はいないとの発言。 | |
| 第15話          |                                    | あきら、盲腸で入院。 | |
| 第16話          | 長谷部守                           | | |
| 第17話          | 山﨑                               | 歩の臀部のおできをあきらが手術。 | |
| 第18話          | 香坂ユミ                           | | |
| 第21話          |                                    | 歩、あきらが化粧をしていることに気付くが、テレビ取材のためであることをみひろに教えられ安堵する。それをみひろに見透かされる（この番組を歩が録画して繰り返し見ていたことが第99話で明らかに）。                                  | |
| 第22話          | あきらの父親、母親                 | | あきら・みひろが現在の職業を志した経緯が示される。 |
| 第23話          | 雲野アカネ                         | | |
| 第26話          |                                    | この時点で、あきら以外の全員が歩の気持ちに気付いている。 | |
| 第27話          | 沢咲みさき、沢咲悟、沢咲ミカ       | | フーちゃんに彼氏ができる。 |
| 第28話          | あきらの父親、母親（顔が判る）     | | |
| 第30話          | 原新一、北沢エミ子                 | | あきらの研修医時代 (1) |
| 第35話          | ご隠居                             | | あきら・みひろの中学生時代。 |
| 第36話          |                                    | 歩、普段は「あきら先生」と呼んでいるところ、「あきらさん」と発言。みひろにこれを聞かれる。 | |
| 第39話          | 野呂歩野香、野呂歩多留             | | |
| 第40話          | 流匠紀子                           | | あきらの研修医時代 (2) |
| 第42話          |                                    | 歩、“雨の日の遊園地での別れ話”の発言（第124・125話の伏線）。 | |
| 第45話          |                                    | | あきらと歩多留が初めて会う。 |
| 第51話          |                                    | 風邪を引いたあきらを歩が診察し、肺炎と診断。あきらの胸をはだけて聴診器を当てることにより診察したが、あきらはそのことを記憶していない（ただし、第126話で実は記憶しているのに記憶していない振りをしていたことが明らかとなる）。 | |
| 第54話          |                                    | あきらが初めて「歩くん」と発言。 | 歩野香が多翔を出産。 |
| 第55話          |                                    | | みひろ、“頼りになるお兄さんタイプ”が好みとの発言（第118話以降、原と付き合いだすことの伏線）。                                                                                                |
| 第60話          | 重持、神南                         | | あきらの研修医時代 (3) |
| 第65話          |                                    | みひろ、あきらの前で「野呂先生といると楽しい」と発言（冗談めかしてだが、これが第100話まであきらを勘違いさせ続けるきっかけとなった）。                                                                                         | |
| 第67話          |                                    | 第65話でのあきらの勘違いが、そのまま完全に固定観念化される。 | |
| 第77話          | 鳴美響                             | | |
| 第91話          | 叶のぞみ、鮎沢香織                 | | |
| 第93話          |                                    | 初めて、酒無しで2人で語り合う。 | |
| 第97話          |                                    | | ユミと悟が初めて会う。 |
| 第100話         |                                    | 第65話からの勘違いが解ける。 | 原、再登場。みひろと初対面で、互いに好ましい印象を抱く。 |
| 第101話         |                                    | この回を最後に、あきらが歩を殴ったりする描写がみられなくなる（第117話で発覚）。 | |
| 第104話         |                                    | | ナースキャップ廃止（後に第116話 で患者アンケートにより復活。ただしこのアンケート、筆跡すら変えていないバレバレの組織票によるもの）。                                                         |
| 第107話         |                                    | | ユミと悟の2人でプールへ（あきら引率）。 |
| 第108話         |                                    | 前話を受け、あきらと歩の2人でプールへ。 | |
| 第113話         |                                    | | 歩と映介が初めて会う。 |
| 第117話         |                                    | あきらが歩に好意を抱いている可能性に、みひろが気付く。 | |
| 第118話         |                                    | | みひろと原が正式交際開始。 |
| 第121話         |                                    | あきら、歩に手作りチョコを贈ろうとする（挫折）。 | ユミ、悟にバレンタインチョコを直接手渡す。みひろ、原にバレンタインわさび漬を渡す。 |
| 第124話         | 海景潮                             | | |
| 第125話         |                                    | “雨の日の遊園地での別れ話”詳細。あきら、海景が歩と現在付き合っているわけではないとわかり安堵。海景、歩に、あきらの歩への好意を指摘。                                                                                          | |
| 第126話         |                                    | あきらの歩への好意が、第5話・第51話の回想とともに、本人のモノローグの形で読者に対し明示される。 | |
| 第127話         |                                    | 映介の怪我をきっかけに、あきらが悠明病院を辞める決断をする。その最終勤務日。徹夜で急患の治療にあたった歩は、疲れて寝入ってしまい、あきらの接吻でも起きない。そして、みひろに殴り起こされ、                                    | |
| 第128話         |                                    | 前話の続き。歩、もうあきらと会えないと思い込み、あきらを病院の入口まで追いかけ、告白。あきらも同様に告白。病院関係者と常連の患者、計14名（を含めた、病院のほぼ全員）にこの場面を目撃される。                                  | |
| 第129話         |                                    | （2人とも意識がある状態での）ファーストキス。シルエットで描画されている（なお、第7巻113ページの描き下ろしイラストは、この場面である）。                                                                                       | |
| 第130話         |                                    | | あきらの日向医院での生活が始まる。 |
| 第131話         |                                    | | あきらが悠明病院を辞めたことによる補充人員として、北沢エミ子が雑誌社の勤務を辞め悠明病院での勤務に就く（研修時代（第30話）の回想）。                                                         |
| 第132話         |                                    | あきら、歩に膝枕をして一晩を過ごす。 | みひろと原が、改めて互いの気持ちを「好き」という言葉で確認。 |
| 第133話         |                                    | | 長谷部事務長が、実はあきらを好きだったことが判明。 |
| 第134話         |                                    | | みひろと原の関係が、映介の知るところとなる。 |
| 第135話         |                                    | 歩、あきらの風呂上りの姿を目撃する。 | エミ子、歩の笑顔に思わず萌えてしまう。第13話 でのあきらの発言が、単なる見栄だった（つまり、あきらにとって歩が初めての彼氏であること）が明らかになる。                                        |
| 第136話         |                                    | あきら、歩にキスの「おねだり」をする。 | |
| 第138話         |                                    | 歩、この回を最後にあきらとのキスシーンで鼻血を出さなくなる。 | 歩があきらに過度に気を使っているため、エミ子があきらを諌める。しかし、その言動がヤキモチではないかと重持がエミ子に指摘。                                                                     |
| 第139話         |                                    | あきら、歩のためにご飯を炊く。炊いたご飯でおじやを作ろうとするも失敗。 | |
| 第142話         |                                    | あきらと歩の着メロがお揃いになる。 | |
| 第144話         |                                    | | みひろ、原の父親（名前不明）に初めて会う。みひろと原が互いの呼び方を「ひろちゃん」「新一さん」に変える。                                                                                     |
| 第146話         |                                    | あきら、夢の中で歩のことを「あなた」と呼ぶ。歩、あきらを抱き寄せてキスをするが、鼻血も出さずに気を失う。 | 原、あきらを怒鳴りつけているみひろの姿を、初めて目撃する。 |
| 第148話         |                                    | あきら、歩のためにヒレカツを作る。 | |
| 第154話         |                                    | | 再びユミと悟の2人でプールへ（あきら引率） |
| 第157話 ・158話 |                                    | | 悠明病院・日向医院等にて電子カルテ導入。あきら・流匠・海景とも、電子カルテの入力とともに手書きを併用（特に流匠・海景の勤務する病院にて畑岡部長自ら検査依頼を忘れるという大ポカをしでかす）。 |
| 第159話         |                                    | | 映介と原が（偶然ながらも）初めて出会い、映画談義で盛り上がる。 |
| 第171話         |                                    | 歩、再びあきらの風呂上りの姿を目撃する。 | |
| 第172話         | （平塚 真）                        | | エミ子、あきらに小学生時代の初恋話をカミングアウト。「初恋の相手（交通事故で死亡）の雰囲気が野呂に似ている」と言ったため、一晩中あきらからクダを巻かれる。                                   |
| 第174話         | 平塚 真・薄氷 進                   | | （172話の時点より平塚がバス事故で入院〈174話の終盤で退院〉）薄氷、エミ子と出会う。 |
| 第177話         |                                    | | あきら、日向医院で出す医薬品をジェネリックへの切り替えを検討。 |
| 第184話         |                                    | 歩、あきらに「結婚してください」とプロポーズ。ただし、あきらは「先に『好きだと言ったのは歩君、だからプロポーズは私』と言い、更に「夢の中でカエルの大合唱を見た」と言う。                                                      | |
| 第185話         |                                    | | 原、みひろに改めてプロポーズ（みひろの実はのんきで天然ボケな性格が公になる）。 |
| 第186話 ・187話 |                                    | なかなか進展しないあきらと野呂に、エミ子がライバル宣言。 | |
| 第192話         |                                    | エミ子、いったんはライバル宣言を取り消すが、あきらの余計な一言をきっかけに再びライバル宣言。 | |
| 第205話         | （鳴美鐘）                         | | 薄氷、エミ子に交際を申し込む。 |
| 第206話         |                                    | 新一、みひろの両親である映介と光枝に結婚のご挨拶をする。 | フーちゃんが彼とかなり前に婚約していたことが明らかになる。 |
| 第207話         |                                    | | エミ子、薄氷からの交際の申し込みを断る。 |
| 第208話         |                                    | エミ子、歩に自分の気持ちを伝えるが、あっさりと断られる。 | |
| 第209話         |                                    | | 金山、帯状疱疹で入院。 |
| 第210話         |                                    | | みひろと新一が結婚。 |
| 第223話         | 野呂敏也・咲子                     | | 野呂夫妻、あきらと初めて出会う（ただし、あきらは野呂の両親とは気づかず）。 |
| 第226話         |                                    | 歩の両親が日向家にやってきたことをきっかけに、あきら、歩にプロポーズ。 | |
| 第229話         |                                    | あきらと歩、はれて結婚。 | |

## 書誌情報
- 単行本：芳文社より「まんがタイムコミックス」として全11巻が刊行されている。
  - 第1巻（1999年12月18日発行） ISBN 4-8322-6157-6
    - 『まんがタイムジャンボ』1995年1月号 - 1997年8月号掲載分を収録（上表の第1話 - 第25話）。

  - 第2巻（2000年7月18日発行） ISBN 4-8322-6176-2
    - 『まんがタイムジャンボ』1997年10月号 - 1999年10月号掲載分を収録（上表の第26話 - 第46話）。

  - 第3巻（2000年12月19日発行） ISBN 4-8322-6191-6
    - 『まんがタイムジャンボ』1999年11月号 - 2000年12月号、『まんがタイムスペシャル』2000年5月号 - 同年11月号、『まんがタイム』1999年10月号掲載分を収録（上表の第47話 - 第68話）。

  - 第4巻（2001年11月17日発行） ISBN 4-8322-6228-9
    - 『まんがタイムジャンボ』2001年1月号 - 同年10月号、『まんがタイムスペシャル』2000年12月号 - 2001年10月号掲載分を収録（上表の第69話 - 第88話）。

  - 第5巻（2002年10月18日発行） ISBN 4-8322-6267-X
    - 『まんがタイムジャンボ』2001年11月号 - 2002年8月号、『まんがタイムスペシャル』2001年11月号 - 2002年8月号掲載分を収録（上表の第89話 - 第108話）。

  - 第6巻（2003年9月18日発行） ISBN 4-8322-6302-1
    - 『まんがタイムジャンボ』2002年9月号 - 2003年6月号、『まんがタイムスペシャル』2002年9月号 - 2003年7月号掲載分を収録（上表の第109話 - 第129話）。

  - 第7巻（2004年9月18日発行） ISBN 4-8322-6354-4
    - 『まんがタイムジャンボ』2003年7月号 - 2004年4月号、『まんがタイムスペシャル』2003年8月号 - 2004年4月号掲載分を収録（上表の第130話 - 第148話）。

  - 第8巻（2005年6月18日発行） ISBN 4-8322-6399-4
    - 『まんがタイムスペシャル』2004年5月号 - 2005年3月号、『まんがタイムジャンボ』2004年5月号 - 2005年3月号掲載分を収録（第149話 - 168話相当分）。

  - 第9巻（2006年5月23日発行） ISBN 4-8322-6460-5
    - 『まんがタイムスペシャル』2005年4月号 - 2006年2月号、『まんがタイムジャンボ』2005年4月号 - 2006年1月号掲載分を収録（第169話 - 189話相当分）。

  - 第10巻（2007年3月21日発行）ISBN 978-4-8322-6526-4
    - 『まんがタイムスペシャル』2006年4月号 - 2007年2月号、『まんがタイムジャンボ』2006年4月号 - 2007年2月号掲載分を収録（第190話 - 210話相当分）。

  - 第11巻（2008年7月22日発行）ISBN 978-4-8322-6649-0
    - 『まんがタイムスペシャル』2007年3月号 - 2007年9月号、『まんがタイムジャンボ』2007年3月号 - 5月号、2007年7月号、8月号、10月号 - 2008年3月号掲載分及び描き下ろし作品を収録（第211話 - 第229話相当分）。
- オールカラー版 エン女医あきら先生
  - 第01巻（2008年12月21日発行）ISBN 978-4-8322-6694-0

## メディアミックス

### ドラマCD
- 2006年6月23日にドラマCDが発売。発売元はトライネットエンタテインメント。
- 販売コード：TNCD-7006
- ドラマCDについての詳細サイト

#### キャスト
- 日向旻：三石琴乃
- 野呂歩：半場友恵
- 日向海尋：たかはし智秋
- 原新一：高橋秀

- 海景潮／沢咲ミカ：武田華（一人二役）
- 沢咲みさき：小石友里絵
- 沢咲悟／瓦木昌子：久保山瑞穂（一人二役）
- 香坂ユミ：福圓美里

#### スタッフ
- プロデューサー：赤堀悟、大宮三郎、佐久間敏郎
- 脚本：子安秀明
- 脚本製作：高岡広明 （SATZ）
- 音響監督：森田洋介
- 音響製作：ザック・プロモーション
- 製作担当：若泉絵子
- 製作：トライネットエンタテインメント